# Willi Xylander

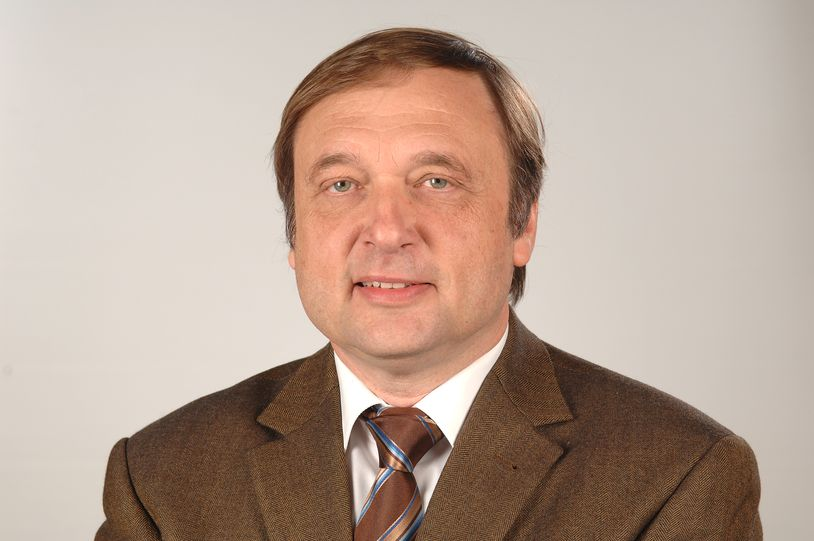
Willi Xylander (2013)

Willi E. R. Xylander (* 4. September 1955 in Hagen) ist ein deutscher Zoologe mit den Schwerpunkten Arthropoda und Plathelminthes, Bodenorganismen, Phylogenese, Systematik und Taxonomie von Wirbellosen, Ökologie und Museologie. Er war von Oktober 1995 bis Januar 2023 Direktor des Staatlichen Museums für Naturkunde Görlitz (seit 2009: Senckenberg Museum für Naturkunde Görlitz). 2022 wurde er für seinen langjährigen Einsatz für Wissenschaft, Kultur und Gesellschaft mit dem Verdienstorden der Bundesrepublik Deutschland ausgezeichnet.

## Leben
Xylander besuchte ab 1962 die Evangelische Eickertschule in seiner Heimatstadt Hagen, wechselte 1966 auf das Gymnasium Garenfeld und 1969 auf das Theodor-Heuss-Gymnasium, wo er 1974 das Abitur ablegte. Von Oktober 1974 bis September 1976 absolvierte er den Wehrdienst als Sanitäter. Anschließend war er bis Ende März 1977 als Krankenpfleger tätig, ehe er ein Studium der Biologie an der Georg-August-Universität Göttingen aufnahm. Zwischen April 1981 und April 1982 schrieb er seine Diplomarbeit an der Litoralstation in List. Von Oktober 1981 bis März 1986 war er als wissenschaftliche Hilfskraft am II. Zoologischen Institut der Universität Göttingen beschäftigt.
Im August 1982 nahm er eine Tätigkeit als Biologielehrer an der gymnasialen Oberstufe einer berufsbildenden Schule auf, die er bis Ende Januar 1983 ausübte. Im September 1982 begann er mit einer Dissertation über Fischparasiten bei Peter Ax. Von November 1983 bis März 1986 war er Stipendiat der Konrad-Adenauer-Stiftung. Am 5. Mai 1986 absolvierte er das Rigorosum an der Georg-August-Universität Göttingen. Zwischen April 1986 und April 1987 war Xylander wissenschaftlicher Mitarbeiter am Institut für Allgemeine und Spezielle Zoologie der Justus-Liebig-Universität Gießen und von April 1987 bis April 1993 Hochschulassistent. Am 9. Dezember 1992 habilitierte er für das Fach Zoologie am Fachbereich Biologie der Gießener Universität, ehe er dort von April 1993 bis August 1994 die Vertretung einer C3-Professur für Ökologie und Systematik der Tiere übernahm. Im Oktober 1993 war er zudem Mitarbeiter in der Redaktion Medizin des Bayerischen Rundfunks. Von April 1993 bis März 1997 war Xylander Privatdozent für das Fach Zoologie an der Justus-Liebig-Universität Gießen.
Zum 1. Oktober 1995 wurde Willi Xylander Direktor des Staatlichen Museums für Naturkunde Görlitz, welches seit 1. Januar 2009 unter dem Namen Senckenberg Museum für Naturkunde Görlitz firmiert. Seit dem Sommersemester 1997 ist er Honorarprofessor für Spezielle Zoologie an der Universität Leipzig, seit Juni 2016 zudem Professor für Spezielle Zoologie (Wirbellose) an der Technischen Universität Dresden und seit November 2016 Mitglied der Mathematisch-Naturwissenschaftlichen Fakultät der Dresdner Universität. 2022 wurde er mit dem Verdienstorden der Bundesrepublik Deutschland ausgezeichnet. Die Übergabe der Auszeichnung erfolgte am 7. Juli 2022 durch den sächsischen Ministerpräsidenten Michael Kretschmer. In der Begründung hieß es, dass Xylander sich „seit mehr als 25 Jahren in herausragender Weise für Wissenschaft, Kultur und Gesellschaft ein[gesetzt]“ und „das heutige Senckenberg Museum für Naturkunde Görlitz [sich unter seiner Leitung] von einem Landesmuseum zu einem national und international erfolgreichen Forschungsinstitut entwickelt“ habe. Zudem habe er durch „vielseitiges Wirken für die Stadt Görlitz und deren Bürgerschaft“ herausragende Verdienste erworben. Im Januar 2023 folgte ihm Karsten Wesche als Leiter des Museums nach.

## Mitgliedschaften (Auswahl)
- seit 1986: Deutsche Zoologische Gesellschaft
- seit 1987: Centre International de Myriapodologie
- seit 1991: Verband Deutscher Biologen
- seit 1993: Deutscher Hochschulverband
- seit 1996: Deutscher Museumsbund, von 2003 bis 2010 als Vizepräsident des Bundes
- seit 2001: Präsident der Gesellschaft zur Vergabe des Internationalen Brückepreises
- seit 2007: International Council of Museums

## Schriften (Auswahl)
Xylander verfasste bisher mehr als 170 Fachartikel und rund 300 populärwissenschaftliche Artikel.
Monografien
- zusammen mit Friedrich Nagelschmid: Gewässerbeobachtung – Gewässerschutz: ein Leitfaden zur erfolgreichen Umweltarbeit mit Jugendlichen und interessierten Erwachsenen, Stuttgart: Naglschmid, 1985, ISBN 978-3-925342-01-1.
- Zur Biologie und Ultrastruktur der Gyrocotylida und Amphilinida sowie ihre Stellung im phylogenetischen System der Plathelminthes (Dissertation), 1986.
- zusammen mit Franz Brümmer: Süsswasserbiologie, Bielefeld: Delius Klasing Verlag – Stuttgart: Ed. Naglschmid, 1995, ISBN 978-3-89594-017-0.

Herausgeberschaften
- Großräumigkeit, Kleinräumigkeit in der Agrarlandschaft: Situationsbeschreibung, Konflikte, Lösungsansätze (Tagungsband der Arbeitskreise Naturschutz in der Agrarlandschaft und Agrarökologie der Gesellschaft für Ökologie vom 20.–22. Juli 2000 im Staatlichen Museum für Naturkunde Görlitz), Görlitz: Staatliches Museum für Naturkunde, 2001.
- 200 Jahre Naturforschende Gesellschaft und Museum für Naturkunde Görlitz, Görlitz: Senckenberg-Museum für Naturkunde, 2011, ISBN 978-3-9809854-7-5.
- Via Regia – Straße der Arten, Görlitz: Senckenberg-Museum für Naturkunde, 2012.